# Comité Económico y Social de la Comunidad Valenciana
El Comité Econòmic i Social de la Comunitat Valenciana es una institución de carácter público, integrada en el conjunto de instituciones que, de conformidad con el artículo 20.3 del Estatuto de Autonomía, forman parte de la Generalidad. Es uno de los órganos estatutarios de la Comunidad Valenciana formando parte de las instituciones consultivas y normativas de la Generalidad Valenciana. El CES es un ente consultivo del Consejo de la Generalidad Valenciana y, en general, de las instituciones públicas de la Comunidad Valenciana, en materias económicas, sociolaborales y de empleo.
El CES-CV está presidido por Fernando Moner Romero, un candidato de consenso que fue nombrado por el Pleno del Consell el 25 de febrero de 2025 tras haber sido elegido por el pleno del comité económico y social, al que fue propuesto para la presidencia por los 4 consellers competentes en la materia. 
Son funciones del Comité Econòmic i Social de la Comunitat Valenciana:
1.-Emitir dictamen con carácter previo, preceptivo y no vinculante, sobre:
a. Anteproyectos de leyes que regulen materias económicas, sociolaborales y de empleo que sean competencia de la comunidad autónoma, así como de planes y programas que el Consell pueda considerar de especial trascendencia en la regulación de las indicadas materias. Se exceptúa expresamente de la consulta al Comité Econòmic i social el Anteproyecto de Ley de Presupuestos de la Generalitat.
b. Anteproyecto de leyes que afecten a la organización, competencias o funcionamiento del Comité.
c. Cualquier otro asunto que, por previsión expresa de una ley, haya que consultar al Comité. Los dictámenes emitidos por el Comité Econòmic i Social serán remitidos por el Consell a Les Corts junto con los proyectos de ley, planes y programas.
2. Emitir dictamen con carácter previo, preceptivo y vinculante, en los términos que contempla la presente ley, sobre el nombramiento y separación de la persona que ostente la Presidencia y de la que ejerza la Secretaría de la institución.
3. Emitir dictamen en los asuntos que, con carácter facultativo, se sometan a consulta del Comité, a solicitud del Consell o de sus miembros, de Les Corts o de otras instituciones públicas de la Generalitat.
4. Elaborar, por propia iniciativa o a petición del Consell, de Les Corts o de las instituciones públicas valencianas, estudios o informes en el marco de las atribuciones que le son propias.
5. Regular el régimen de organización y funcionamiento del Comité de acuerdo con lo previsto en la presente ley.
6. Elaborar y elevar anualmente al Consell y a Les Corts, dentro de los cinco primeros meses de cada año, una memoria en la que se expongan sus consideraciones sobre la situación socioeconómica y laboral valenciana.
7. Adoptar, por propia iniciativa, recomendaciones dirigidas al Consell en el ámbito de sus competencias.
Composición
1. El Comité Econòmic i Social de la Comunitat Valenciana estará integrado por dieciocho miembros, incluida la persona que ostente la presidencia, y su nombramiento corresponde al Consell. 2. La composición del Comité se distribuirá de la siguiente manera:
a. Cinco integrantes compondrán el grupo I, en representación de las organizaciones sindicales.
b. Cinco integrantes compondrán el grupo II, en representación de las organizaciones empresariales.
c. Cinco representantes integrarán el grupo III, a razón de: – Una persona en representación del sector de la economía social. – Una persona en representación del sector primario de la economía valenciana. – Una persona en representación de las organizaciones de consumidores, usuarios y vecinos, o consumidoras, usuarias y vecinas. – Una persona en representación de las corporaciones locales. – Una persona en representación del Consejo de Cámaras Oficiales de Comercio, Industria y Navegación de la Comunitat Valenciana.
d. Dos personas expertas en asuntos pertenecientes al ámbito material de competencias del Comité.
Comisiones de trabajo o asesoras
Funciones
Las comisiones de trabajo o asesoras tienen encomendada la preparación de los estudios, informes o dictámenes que hayan de ser posteriormente sometidos a la consideración del Pleno o, en su caso, a la Junta Directiva. 
1. Son comisiones de trabajo o asesoras de carácter permanente las siguientes: 
a. Comisión de Programación Económica Regional, en relación con los programas económicos valencianos y los programas de los fondos estructurales de la Unión Europea, con incidencia en el desarrollo económico y social de la Comunidad Autónoma. 
b. Comisión de Relaciones Laborales, Cooperación y Empleo.
c.) Comisión de Programación Territorial y Medio Ambiente, en relación con los intereses de las corporaciones locales y de la Comunidad Autónoma en tales materias. 
d. Comisión de Políticas de Protección Social. e) Comisión de Política Industrial. 
2. El Pleno del Comité podrá acordar la constitución de otras comisiones de trabajo o asesoras de carácter permanente. 
3. La Junta Directiva actuará en funciones de comisión de trabajo, a los efectos de la elaboración de los proyectos de estudios, informes y dictámenes, en aquellos supuestos en los que, por razón de la materia, no tenga cabida en ninguna de las comisiones ya creadas. 
4. El Pleno del Comité podrá acordar, a instancia de la persona que ostente la Presidencia o a solicitud de los grupos y de las personas expertas, la constitución de comisiones de trabajo o asesoras especiales, que se dedicarán a la elaboración de los proyectos de estudios, informes y dictámenes que se les encomienden en el acuerdo de constitución. El Pleno establecerá el plazo en el que estas comisiones deberán cumplir con el encargo encomendado. 
Composición
Todas las comisiones de trabajo o asesoras tendrán la composición que acuerde el Pleno, respetando los criterios de proporcionalidad y asegurando la presencia en las mismas de los distintos grupos y una de las personas expertas del Comité, que podrán nombrar una persona suplente por cada una de las personas titulares que les correspondan. 
Sesiones, quórum de constitución, adopción de acuerdos y órganos de las comisiones de trabajo 
1.Las comisiones de trabajo o asesoras, en su sesión constitutiva, determinarán las normas de convocatoria y funcionamiento de las mismas respetando, en todo caso, lo que establece el presente reglamento y el acuerdo de creación de las mismas.
2. Las sesiones de las comisiones de trabajo o asesoras serán convocadas por la persona que ostente su Presidencia y, para su válida constitución, será necesaria la presencia de la mayoría absoluta de sus miembros. Los acuerdos se adoptarán por mayoría absoluta de los asistentes y, en caso de empate, la persona que ostente la Presidencia dirimirá con su voto. 
3. En el acto de constitución, cada comisión de trabajo o asesora elegirá, de entre sus miembros, a las personas que ostenten la Presidencia y la Vicepresidencia. 
4. La persona que ejerza la Presidencia deberá organizar y dirigir las actividades de la Comisión, presidir las sesiones, ordenar y moderar los debates y trasladar las propuestas correspondientes. 
5. La persona que ejerza la Vicepresidencia tendrá las funciones que le delegue la persona que ejerza la Presidencia y le sustituirá en caso de ausencia, vacante o enfermedad. 
6. Las labores de las comisiones de trabajo o asesoras contarán con la asistencia de los servicios técnicos y administrativos del Comité, que desempeñarán, en su caso, las funciones de secretaría.